# Бени-Аббес
Бени-Аббес (араб.  بني عباس‎) — город на западе Алжира, административный центр округ Бени-Аббес в вилайете Бешар. Расположен в 241 км к югу от города Бешар и примерно в 1200 км к юго-западу от столицы страны, города Алжир, на левом берегу пересыхающей реки Саура. С севера, востока и запада город окружён песчаным морем, известным, как Большой Западный Эрг, а с юга и юга-запада — ограничен долиной Саура.
Численность населения на 2009 год составляет 11 416 жителей; по данным на 2008 год оно насчитывало 10 885 человек, а по данным на 1998 год — 8850 человек.
За исключением электростанции, в городе полностью отсутствует промышленность, что объясняет высокий уровень безработицы среди населения. Имеет место сельское хозяйство. Наиболее перспективным сектором экономики является туризм. В Бени-Аббес имеются 2 отеля, один из которых — трёхзвёздочный. Высокий туристический потенциал обусловлен большим количеством достопримечательностей: вблизи города расположены 7 ксаров, некоторые из которых до сих пор населены. Самый красивый ксар расположен в центре пальмовой рощи и является незаселённым с 1957 года; он был реставрирован и сегодня считается объектом национального архитектурного наследия.

## Климат
Климат города можно охарактеризовать как жаркий пустынный. Осадков выпадает крайне мало на всём протяжении года, однако иногда возможны сильные ливни, которые способны вызвать наводнения в долине Саура. Наиболее жаркий период — с июня по сентябрь.
| Показатель                    | Янв. | Фев. | Март | Апр. | Май  | Июнь | Июль | Авг. | Сен. | Окт. | Нояб. | Дек. | Год  |
| ----------------------------- | ---- | ---- | ---- | ---- | ---- | ---- | ---- | ---- | ---- | ---- | ----- | ---- | ---- |
| Средний суточный максимум, °C | 17,7 | 21,2 | 24,5 | 28,3 | 33,2 | 39,0 | 41,9 | 41,5 | 36,6 | 29,5 | 22,9  | 17,8 | 29,5 |
| Средняя температура, °C       | 11,0 | 14,4 | 17,9 | 21,7 | 26,5 | 31,8 | 34,9 | 34,6 | 30,1 | 23,2 | 16,7  | 11,6 | 22,8 |
| Средний суточный минимум, °C  | 4,3  | 7,6  | 11,3 | 15,0 | 19,8 | 24,6 | 27,9 | 27,6 | 23,5 | 16,8 | 10,4  | 5,2  | 16,1 |
| Норма осадков, мм             | 3,1  | 1,9  | 1,6  | 2,4  | 2,3  | 0,4  | 0,5  | 1,1  | 1,9  | 8,6  | 6,7   | 6,1  | 36,6 |
| Источник: World Climate       |      |      |      |      |      |      |      |      |      |      |       |      |      |

## Галерея
- Вход в Волчью пещеру
- Вход в ксар
- Одно из древних кладбищ города
- Мечеть Ибн-Бадис